# Nationalmuseet (New Delhi)

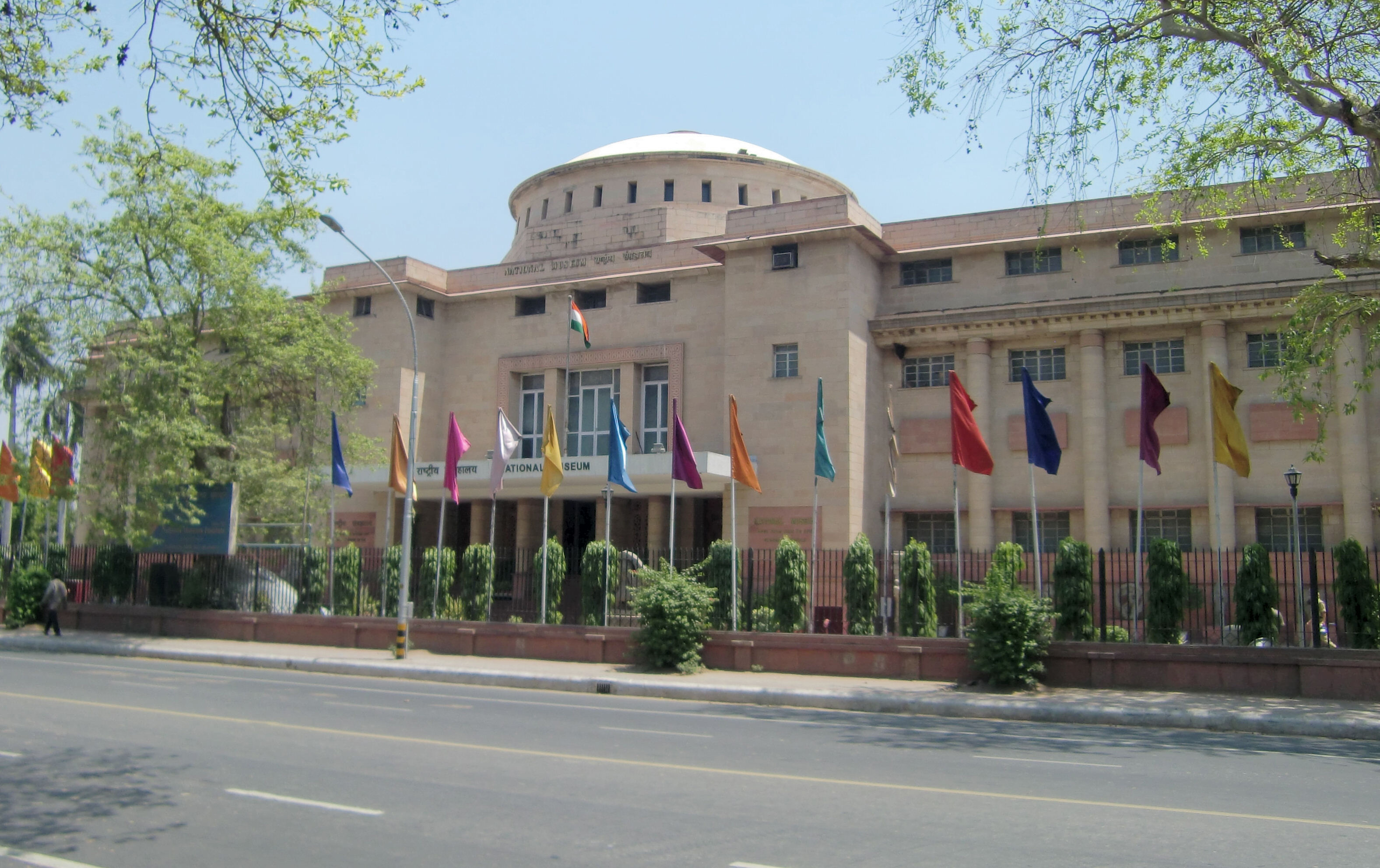
Nationalmuseet i New Delhi.

Nationalmuseet (engelska: National Museum) är ett museum beläget i Indiens huvudstad New Delhi. Dess samlingar innehåller konst och andra föremål från förhistorisk tid fram till nutid.